# Faces of War
Faces of War (В тылу врага 2, littéralement « Derrière les lignes ennemies 2 ») est un jeu vidéo de tactique en temps réel se déroulant dans le contexte de la Seconde Guerre mondiale, développé par Best Way, édité par Ubisoft et 1C Company et sorti en 2006 sur PC. Il a connu une suite portant le nom Men of War.

## Accueil
| Faces of War          |      |       |
| Média                 | Pays | Notes |
| Gamekult              | FR   | 5/10  |
| GameSpot              | US   | 6/10  |
| IGN                   | US   | 70 %  |
| Jeuxvideo.com         | FR   | 15/20 |
| Joystick              | FR   | 5/10  |
| Compilations de notes |      |       |
| Metacritic            | US   | 67 %  |